# Ferdinand Feigl
Ferdinand „Ferdl“ Feigl (* 25. Mai 1898 in Wien, Österreich-Ungarn; † 31. Dezember 1961 in Wien, Österreich) war ein österreichischer Fußball-Nationalspieler. Der Tormann erreichte mit seinem Stammverein SC Wacker Wien 1923 das österreichische Cupfinale. 

## Karriere
Ferdl Feigl erlernte das Fußballspiel am Meidlinger Klärfeld. Während des Ersten Weltkrieges kam er zum Bezirksverein SC Wacker Wien, wo er ab 1915 Stammtormann war. Er bewährte sich rasch und durfte als Belohnung bereits am 4. Juni 1916 in Budapest gegen Ungarn sein Debüt in der österreichischen Nationalmannschaft geben. Ein knappes Jahrzehnt stand Ferdl Feigl im Tor der Schwarz-Weißen aus Meidling, unbestrittener Höhepunkt in dieser Zeit was das österreichische Cupfinale 1923, welches allerdings mit 1:3 an den Wiener Sport-Club ging.
Zu Jahresbeginn 1925 wurde Ferdl Feigl an den Wiener AC abgegeben, wo er noch bis 1928 spielte und eine hervorragende Figur abgab. So kam er am 13. Dezember 1925 in Lüttich beim Auswärtssieg gegen Belgien sogar nach über neun Jahren zu seinem zweiten unverhofften Einsatz im österreichischen Team. Nach seiner aktiven Zeit kehrte er wieder zu Wacker zurück, wo unter seiner Arbeit als Cheftrainer, in der er Robert Lang nachfolgte, 1929 der berühmte Auswärtssieg gegen die Prager Slavia gelang.

## Erfolge
- 1 × Österreichischer Cupfinalist: 1923

- 2 Spiele für die österreichische Fußballnationalmannschaft 1916 und 1925

| Personendaten    | Personendaten                   |
| ---------------- | ------------------------------- |
| NAME             | Feigl, Ferdinand                |
| ALTERNATIVNAMEN  | Feigl, Ferdl                    |
| KURZBESCHREIBUNG | österreichischer Fußballspieler |
| GEBURTSDATUM     | 25. Mai 1898                    |
| GEBURTSORT       | Wien                            |
| STERBEDATUM      | 31. Dezember 1961               |
| STERBEORT        | Wien                            |